# عسل إسود (فلم)
عسل أسود هو فيلم مصري عرض عام 2010، بطولة النجم الكوميدي أحمد حلمي ويشاركه في الفيلم كلا من إدوارد وأنعام سالوسة وإيمي سمير غانم.

## القصة
يتحدث الفيلم «مصري سيد العربي» (احمد حلمي) الذي ترك مصر وهاجر إلى أمريكا مع والديه وهو في العاشرة من عمره، وبعد عشرين عاما يعود لبلده ولديه رغبة في الاستقرار بها بعد وفاة والديه ويواجه العديد من المفارقات الناتجة عن اختلاف الزمن والثقافات حيث يحمل جواز سفر أمريكي وهو ما يجعل الجميع يتعامل معه معاملة حسنة إلى أن يتعرض لحادث يفقد فيه هذا الجواز فتتغير معاملة الجميع معه إلى النقيض فيقرر التمرد على هذا الوضع 

## طاقم التمثيل
- أحمد حلمي: مصري سيد العربي
- إدوارد: سعيد
- لطفى لبيب: عم راضي
- أنعام سالوسة: أم سعيد
- طارق الأمير: عبد المنصف
- إيمي سمير غانم: ميرفت
- محمد شاهين: رفيق الطائرة
- ياسر الطوبجي: شاب السفارة والمطار
- جيهان أنور: ابتسام
- شيماء عبد القادر: نوسه
- عبد الله محمد: حماسه
- أحمد راتب: لواء الشرطة بالمظاهرة
- دينا: ضيف شرف
- يوسف داود: عم هلال
- عبد الله مشرف: موظف السجل المدني
- سعيد طرابيك: صاحب الكشك
- علاء زينهم: موظف الجوازات
- هشام إسماعيل: ضابط المباحث

| - هاني الصباغ: موظف الفندق - بيومي حداد: مفتش الجمارك - محمد علي الدين: ضابط الجوازات - فرح الجبالي: الطفلة عبير - سمير كامل:سايس الخيل - نادر فؤاد: موظف السفارة - مريم السكري: موظفة الفندق - رحاب حسين: مضيفة 1 | - مروة الأزلي: مضيفة الطائرة 2 - تتيانا باريس:موظفة السفارة - عطا الغمراوي: خادم المسجد - عيد أبو الحمد: الصاوي - أمير صابر:مخبر - ثابت البطل: بلطجي الاوتوبيس - قدري أبو الهول:المتحرش - محمد عبد الله:الرجل الشهم | - خالد نجيب: موظف الاتصالات - هاني حسين: بائع الدبل المتجول - إبراهيم السمان: قائد المظاهرة - راندا إبراهيم: إم عبير - باسم شكري:موظف تأجير السيارات - محمد خميس - أكمل المعداوي - أحمد عادل:مجرمين - جميل الجندي: سائق الموتوسيكل - حليمو: ضابط المظاهرة |

## روابط خارجية
- مقالات تستعمل روابط فنية بلا صلة مع ويكي بيانات